# 넙다리네모근
넙다리네모근(quadratus femoris muscle), 또는 대퇴방형근(大腿方形筋)은 납작한 사각형의 골격근이다. 엉덩관절의 뒤쪽에 위치하며 강한 바깥돌림근이자 넙다리뼈의 모음근이지만, 볼기뼈절구에서 넙다리뼈머리를 안정화시키는 역할도 한다. 넙다리뼈머리의 무혈성 괴사를 방지하기 위해 Meyer's muscle pedicle 이식에 넙다리네모근을 사용한다.

## 구조
골반을 이루는 뼈인 궁둥뼈의 궁둥뼈결절 가쪽 경계에서 시작된다. 이후 넙다리뼈머리 뒤쪽의 닿는곳까지 옆으로 주행한다. 돌기사이능선의 네모근결절과 네모근선을 따라 아래쪽으로 뻗어서 넙다리뼈 안쪽의 작은돌기를 이등분한다. 이후 위쪽에는 위쌍동근, 아래쪽에는 큰모음근을 둔 채로 위쪽과 아래쪽 경계가 수평 방향으로 평행을 이룬다.
넙다리네모근의 이는곳에서, 큰모음근의 위쪽 가장자리는 안쪽넙다리휘돌이동맥과 정맥의 종말가지에 의해 넙다리네모근과 분리된다.
윤활주머니는 종종 넙다리네모근의 앞부분과 작은돌기 사이에서 발견되며, 가끔은 존재하지 않는다.

## 임상적 중요성
사타구니 부위의 통증은 여러 가지 잠재적, 근본적인 원인이 있는 장애 질환일 수 있다. 이러한 원인 중 하나는 종종 간과되기 쉬운 넙다리네모근의 힘줄염이다. MRI를 통해 오른쪽 넙다리네모근 힘줄의 닿는곳에 비정상적인 신호 강도가 있는 것을 보일 수 있으며, 이는 해당 부위의 염증을 시사한다. 이 근육을 넙다리뼈를 가쪽으로 돌리고 모으는 역할을 하기 때문에 하체를 움직이는 동작이 넙다리네모근에 부담을 줄 수 있다. 또한, 엉덩관절 통증이 있고 넙다리네모근 MRI에서 신호 강도가 증가된 환자는 일반인에 비해 궁둥넙다리공간이 상당히 좁은 것으로 나타났다. 궁둥넙다리 충돌은 넙다리네모근 힘줄 염증과 관련된 엉덩관절 통증의 원인일 수 있다.

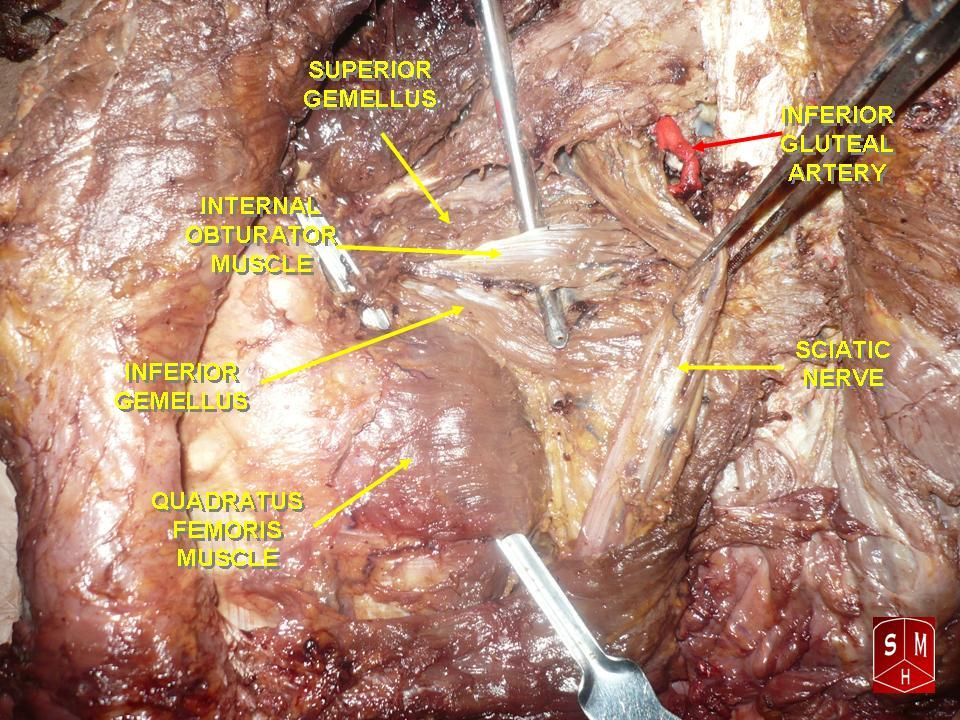
넙다리네모근

## 추가 이미지

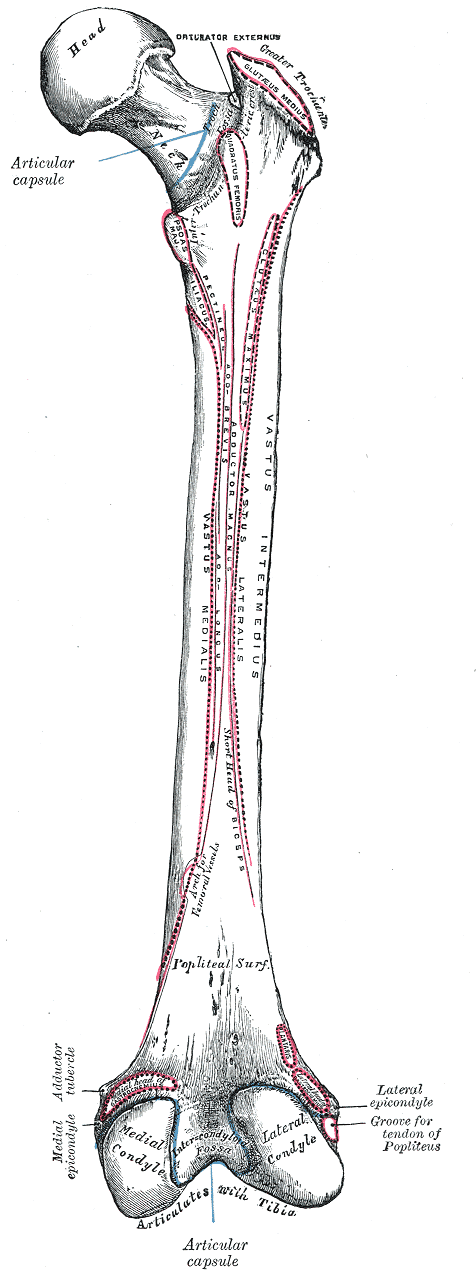
오른쪽 넙다리뼈 뒷면. 근육이 붙는 곳이 표시됨.
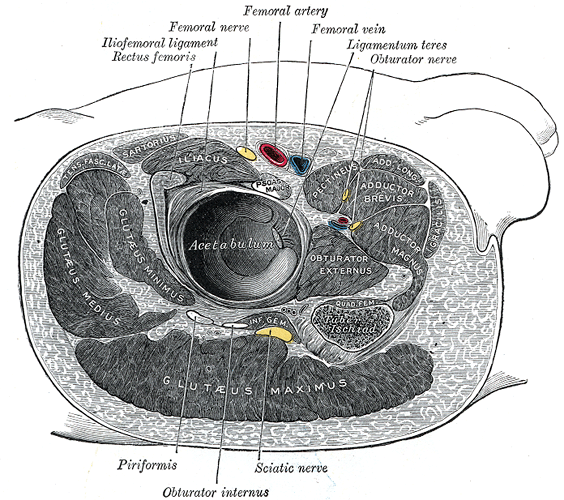
오른쪽 엉덩관절을 둘러싸고 있는 구조.
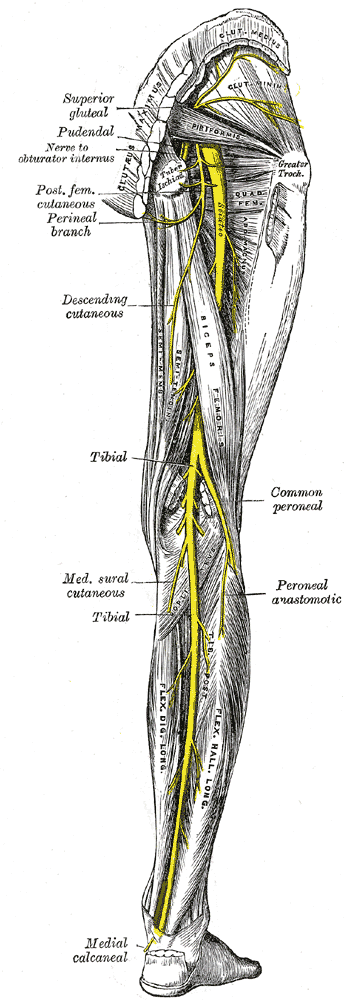
오른쪽 다리의 신경을 뒤에서 본 그림.
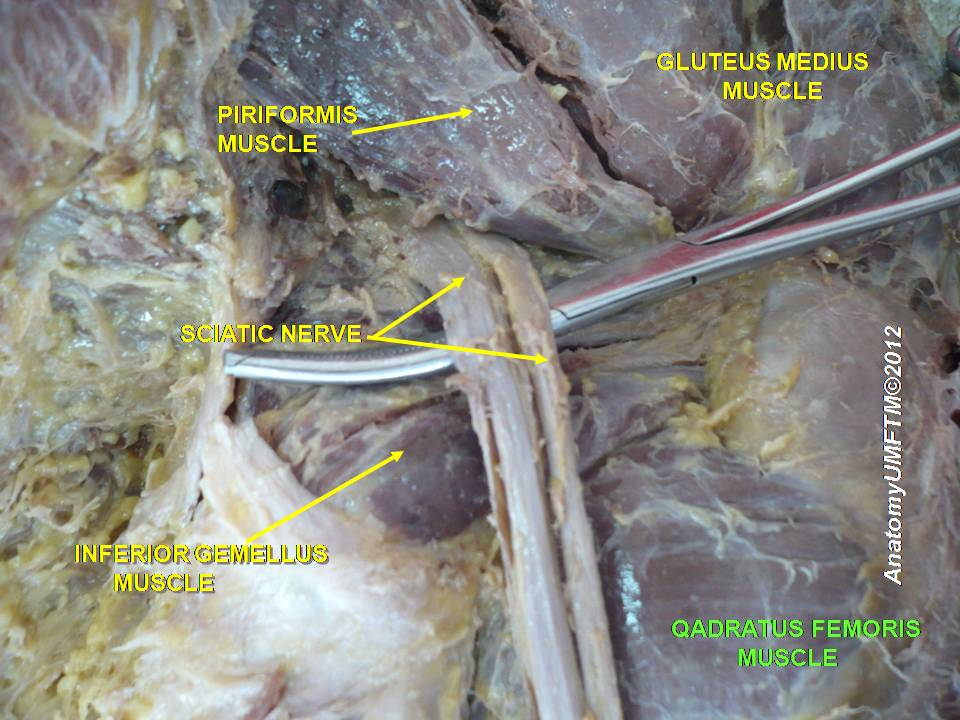
넙다리네모근.
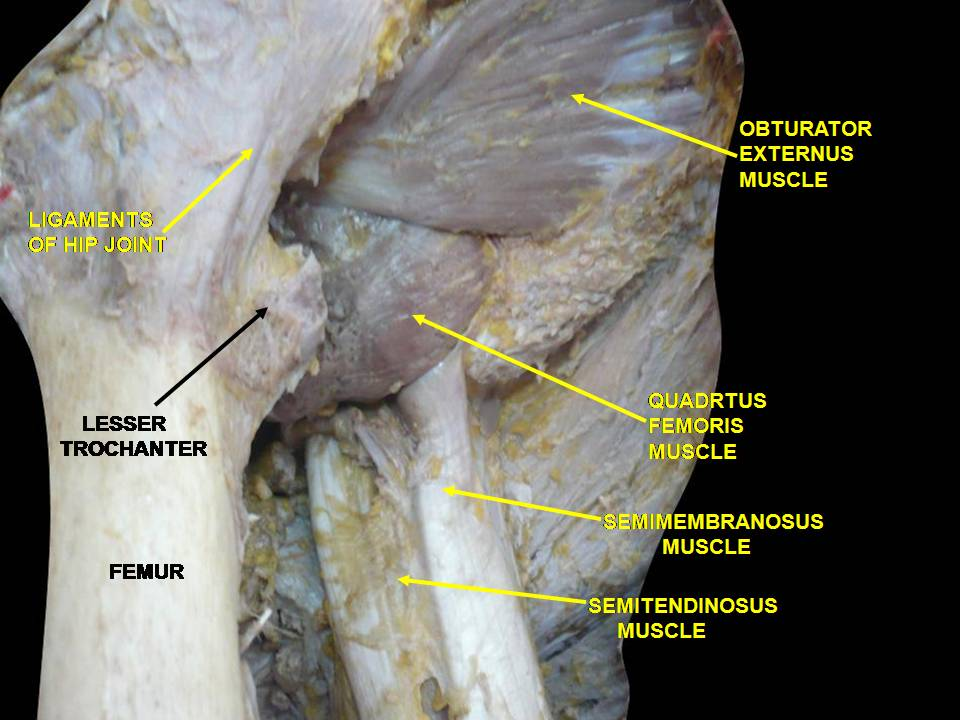
허벅지 근육을 앞에서 본 그림.

## 참고 문헌
이 문서는 현재 퍼블릭 도메인에 속하는 그레이 해부학 제20판(1918) page 477의 내용을 기초로 작성된 글이 포함되어 있습니다.
- Mcminn, R.M.H. (2003). 《Last's Anatomy Regional and Applied》. Elsevier Australia. ISBN 0-7295-3752-8.
- Platzer, Werner (2004). 《Color Atlas of Human Anatomy, Vol 1: Locomotor system》 5판. Thieme. ISBN 3-13-533305-1. (ISBN for the Americas 1-58890-159-9.)
- 《Thieme Atlas of Anatomy》. Thieme. 2006. ISBN 978-1-60406-062-1.